# چرخ‌ریسک‌های سسکی
چرخ‌ریسک‌های سسکی (نام علمی: Leptopoecile) یک سرده از پرندگان از خانوادهٔ چرخ‌ریسکان دم‌دراز است. این سرده زمانی در خانوادهٔ بزرگ سسکان راستین قرار می‌گرفت، اما تجزیه و تحلیل DNA میتوکندری ارتباط آن را به چرخ‌ریسک‌های دم‌دراز نشان داد.

## گونه‌ها
این سرده دو گونه دارد.
| نگاره | نام رایج              | نام علمی             | پراکندگی                                      |
| ----- | --------------------- | -------------------- | --------------------------------------------- |
|       | چرخ‌ریسک سسکی ابروسفید | Leptopoecile sophiae | هیمالیا، فلات تبت و ببشتر مناطق شمال غرب چین. |
|       | چرخ‌ریسک سسکی کاکلی    | Leptopoecile elegans | چین و احتمالاً هند.                            |